# Jon Knudsen
Jon Knudsen (født 20. november 1974 i Skedsmo, Norge) er en norsk tidligere fodboldspiller (målmand). Han spillede tyve kampe for Norges landshold i perioden 2008-2011.
På klubplan tilbragte Knudsen størstedelen af sin karriere hos Stabæk i Bærum. Han spillede 11 år for klubben og var med til at vinde det norske mesterskab i 2008. Han havde også ophold hos blandt andet Lillestrøm og danske FC Midtjylland.

## Titler
Eliteserien
- 2008 med Stabæk